# پارادایس هیل (اکلاهما)
پارادایس هیل(به انگلیسی: Paradise Hill) شهری در ایالت اکلاهما کشور ایالات متحده آمریکا است که جمعیت آن در سرشماری سال ۲۰۱۰ میلادی، ۸۵ نفر بوده‌است.